# Mazeppa, der Volksheld der Ukraine
Mazeppa, der Volksheld der Ukraine ist ein deutscher Spielfilm aus dem Jahr 1919.

## Handlung
Erzählt wird die Lebensgeschichte des ukrainischen Helden Iwan Masepa.

## Hintergrund
Produziert wurde der Film von der B.Z.-Film (Dr. Linsert) Berlin. Er hatte eine Länge von sechs Akten auf 2153 bzw. 2070 Metern, was etwa 118 bzw. 113 Minuten entspricht. Die Außenaufnahmen wurden in Grünwald gedreht.
Er wurde im Oktober 1918 zensiert. Die Polizei Berlin belegte ihn mit einem Jugendverbot (Nr. 42512). Die Nachzensur der Reichsfilmzensur vom 9. Juni 1921 führte zum selben Ergebnis (Nr. 2596).
Obwohl 1918 gedreht und zensiert, fand die Uraufführung erst 1919 im Marmorhaus Berlin statt.